# 丹尼·赫爾曼·納塔維賈雅
丹尼·赫爾曼·納塔維賈雅（1961年12月11日—）是一名印尼地質學家。他是印度尼西亞科學院（LIPI）地質技術研究中心的地震地質學和大地構造學專家。
納塔維賈雅與他在加州理工學院的博士生導師克里·西赫（Kerry Sieh）一起，以其論文《印度尼西亞蘇門答臘斷層的新構造》（2000年）和《蘇門答臘俯衝帶的古大地測量學》（2004年）而知名。在印尼，納塔維賈雅為當地板塊構造研究做出貢獻。自2000年起，他對蘇門答臘島西海岸的地震進行了預測。

## 教育
納塔維賈雅於1984年畢業於萬隆理工學院，獲得地質學理學士學位。隨後，他前往紐西蘭奧克蘭大學學習，並於1992年獲得地質學碩士學位。最後，他前往加州理工學院深造，並於1998年獲得地質學博士學位，論文的重點是新構造和地震研究。

## 職業生涯
納塔維賈雅於2002年成為LIPI地震研究的發起人和協調人。自2002年起，他利用獲得的資助，與美國加州理工學院和新加坡地球觀測站合作，率先建立並發展了一個連續的SuGAr GPS觀測站網路，以監測蘇門答臘島的構造運動。
2008年至2009年，他擔任聯合國開發計劃署和印度尼西亞國家災害管理局的《自然災害風險分析準則》編寫工作國家小組組長。
他發起並成為第九小組的核心成員，負責修訂《印度尼西亞國家地震危害地圖》，該地圖後來於2010年由PUPR部出版，並作為《印度尼西亞國家標準1726-2012》的主要參考資料，用於實施抗震建築規範。
他在ITB發起並開發地震研究研究生項目，即地震與活動構造研究生項目（GREAT），該項目得到澳大利亞-印度尼西亞地震減災基金（AIFDR）2010-2017年雙邊項目的資助。
2011年，他作為政府資助的綜合獨立研究小組（TTRM）的首席地質學家，參與了對巴東山考古遺址進行的有爭議的地質調查。
自2016年起，他擔任國家地震研究中心（PuSGeN）地質工作組主席，負責修訂印尼地震災害圖，該圖隨後於2017年由印尼國家地震研究中心部發布，並被SNI 1726-2019所提及，以取代之前的SNI。
2018年，關於2018年7月龍目島地震和餘震的多篇媒體文章都引用了納塔維賈雅的資料。

## 延伸閱讀
- Petit, Charlie. . Knight Science Journalism Program at MIT. Massachusetts Institute of Technology. May 28, 2013  [2023-08-11]. （原始内容存档于2022-12-25）.

## 外部連結
- 由Google学术搜索索引的丹尼·赫爾曼·納塔維賈雅出版物
- 丹尼·赫爾曼·納塔維賈雅在互联网电影资料库（IMDb）上的資料（英文）